# Patrocles

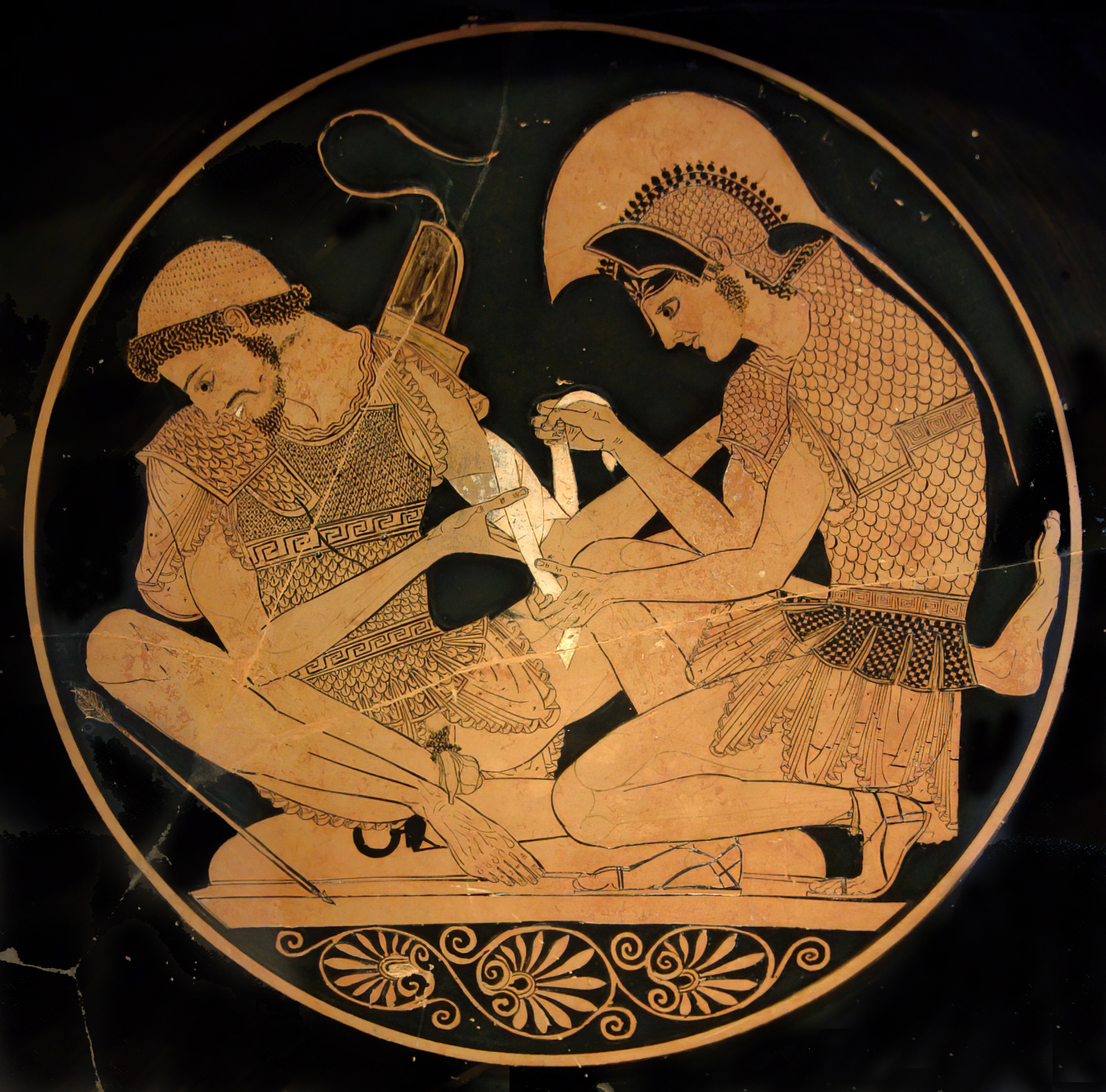
Un vas antic reprezentându-l pe Ahile bandajând brațul lui Patrocles.

Patrocles, Patrocle sau Patroclu (în greacă: Πάτροκλος, Patroklos) a fost un erou din mitologia greacă, cunoscut ca fiind prietenul din copilărie, tovarășul de război, și, conform interpretărilor mai târzii, iubitul lui Ahile. A luptat și a murit în Războiul Troian.

## Mitologie
În al zecelea an al războiului, după refuzul lui Ahile de a mai ridica armele împotriva troienilor, aheii au început să piardă teren, fiind împinși de către troienii conduși de Hector către tabăra lor de la malul mării. Mai mult, troienii au reușit să spargă zidul ce împrejmuia tabăra aheilor și chiar să intre în tabără, fiind pe punctul de a incendia corăbiile acestora (Hector chiar a aprins corabia lui Protesilaus).
Chiar și în această situație, Ahile a respins cererea regelui Agamemnon de a reintra în luptă. Patrocles a hotărât să se ducă chiar el în luptă, purtând armele lui Ahile, sperând astfel să îi intimideze pe troieni. El a reușit să îi alunge pe troieni, făcându-i să se retragă dincolo de zidurile cetății. Patrocles a fost însă ucis de Hector (cu ajutorul zeului Apollo), fiind străpuns de sulița troianului, care a luat armura lui Ahile de pe trupul aheului. După o luptă îndârjită, grecii au reușit să recupereze trupul lui Patrocles și să i-l ducă prietenului său, Ahile. Acesta, furios, reintră în luptă și-l ucide pe Hector sub zidurile Troiei, răzbunându-l astfel pe Patrocles.
În memoria lui Patrocles, Ahile a organizat jocuri funebre (după obiceiul aheilor), acordând câștigătorilor premii din propria sa pradă de război.